# Правила внутрішнього трудового розпорядку
Пра́вила вну́трішнього трудово́го розпоря́дку  — локальний нормативний акт, що регулює внутрішній трудовий розпорядок  на підприємствах, в організаціях, установах, інших організаційно-правових формах юридичних осіб незалежно від форми власності.
Правила внутрішнього трудового розпорядку затверджуються трудовим колективом за поданням роботодавця і виборного органу первинної профспілкової організації на основі типових правил (ст. 142 Кодексу законів про працю України). Типові правила внутрішнього трудового розпорядку були затверджені у 1984 році Постановою Держкомпраці СРСР № 213.
Типові правила пропонують наступну структуру правил внутрішнього трудового розпорядку:
І. Загальні положення
ІІ. Порядок приймання та звільнення працівників та службовців
ІІІ. Основні обов'язки працівників та службовців
IV. Основні обов'язки адміністрації
V. Робочий час та його використання
VI. Заохочення за успіхи в роботі
VII. Відповідальність за порушення трудової дисципліни
В силу ч. 1 ст. 142 Кодексу законів про працю України правила внутрішнього трудового розпорядку є обов'язковим документом для кожного суб'єкта господарювання, що застосовує найману працю.